# Circuito Mundial de Voleibol de Praia de 1988
O Circuito Mundial de Voleibol de Praia de 1988 foi a segunda edição da série internacional de vôlei de praia organizada pela Federação Internacional de Voleibol (FIVB). Para a edição 1988, o Circuito incluiu 1 torneio Open apenas para o naipe masculino.

## Calendário

### Feminino
| Torneio                    | Ouro | Prata | Bronze | Quarto lugar |
| Não houve disputa em 1988. |      |       |        |              |

### Masculino
| Torneio                                                                          | Ouro                                    | Prata                                | Bronze                                        | Quarto lugar                               |
| Aberto do Rio de Janeiro Rio de Janeiro, Brasil De 20 a 28 de fevereiro de 1988. | Estados UnidosKarch Kiraly · Pat Powers | BrasilLuís Américo · Bernard Rajzman | BrasilRenan Dal Zotto · José Montanaro Júnior | Estados UnidosSinjin Smith · Randy Stoklos |

## Quadro de medalhas
| Ordem | País           | Medalha de ouro | Medalha de prata | Medalha de bronze | Total |
| ----- | -------------- | --------------- | ---------------- | ----------------- | ----- |
| 1.    | Estados Unidos | 1               | 0                | 0                 | 1     |
| 2.    | Brasil         | 0               | 1                | 1                 | 2     |